# 野蛮人
《野蛮人》（英語：Savages）是由奧利華·史東导演的2012年美国犯罪驚悚片，改编自唐·温斯洛的同名小说，由谢恩·萨莱诺、斯通和温斯洛编剧。演员阵容包括泰勒·克奇、布蕾克·萊芙莉、亞倫·強森、德米安·畢齊、班尼西歐·狄奧·托羅、莎瑪·希恩、约翰·特拉沃尔塔和艾米爾·荷許。影片于2012年7月6日上映，口碑褒贬不一。

## 剧情
强（泰勒·克奇 饰）和本（亞倫·強森 饰）老相识，在加利福尼亚州拉古纳海滩种药用大麻。强是前海豹部队成员，曾把大麻种子走私到阿富汗。本于加州大學柏克萊分校商业和植物学专业毕业，有种大麻。种子催生出生长能力强大的品种，营造了广泛的客户基础，强和本藉此大赚一笔，本想着把时间和钱用在非洲和亚洲的慈善事业上。众所周知，两人都爱上了欧菲·赛奇（布蕾克·萊芙莉 饰）。
一天，两人从墨西哥毒贩米格尔·“拉多”·阿罗约（班尼西歐·狄奧·托羅 饰）收到一段断头和电锯的视频，他安排两人和自己会面，商讨合作。可是强和本早已经把生意拱手让人，金盆洗手了，但毒枭想要他们的专业知识，坚持合作。强和本计划带着欧菲去印度尼西亚躲一年，但没跟欧菲说是去避毒枭。他们跟一直受他们贿赂的缉毒局腐败探员丹尼斯·凯恩（约翰·特拉沃尔塔 饰）说这事，丹尼斯却提议他们和毒枭合作。欧菲遭到拉多手下绑架，强和本收到大毒枭艾琳娜·桑切斯的绑架视频，艾琳娜（莎瑪·希恩 饰）表示如果他们拒绝合作，就要伤害欧菲。
两人和丹尼斯讨论情况，丹尼斯告诉他们，艾琳娜在墨西哥的政治影响正在流失，浪费她进军美国的心机。由于她失去了大部分家人，丹尼斯表示以他对她的一无所知，不能帮到两位。强扎伤丹尼斯的手，要求出动缉毒局情报，好让他们袭击艾琳娜。在强的海豹队员好友的协助下，两位袭击了毒枭的运钞车队，干了艾琳娜的七个手下。
被关押在恶劣环境中的欧菲要求和话事人对话。由于欧菲向拉多的上级告状，拉多给她下药，并强奸了她。此时，艾琳娜去美国看女儿，为了应对不断升级的局势，她把欧菲带在身边。强和本诬陷艾琳娜的左膀右臂艾利克斯（德米安·畢齊 饰），说他是对手艾尔·阿祖尔派来的探子。有了丹尼斯的帮助，他们把自己伪造的证据给了拉多。拉多拷问艾利克斯，叫他认罪。艾利克斯认罪后，拉多给他淋上汽油，让本把他点着。欧菲被迫在旁观看。其实，拉多早就背叛了艾琳娜，倒戈艾尔·阿祖尔。
本和强给丹尼斯300万，要套艾琳娜女儿玛格达（桑德拉·艾切维里亚）和埃琳娜线人的名字。他们绑架了玛格达后，跟艾琳娜视频通话，告诉她两人掌握了局面。艾琳娜恳求两人手下留情，提出在沙漠接头，交换欧菲和玛格达，双方安排狙击手。艾琳娜问究竟是谁泄露了她女儿的位置，强回答是拉多。她想杀了拉多，但被拉多率先开枪打中她。双方交火，强中了几枪。本朝拉多背部开枪，但击中了他的脖子，奥菲上前补枪，杀死了他。本身负重伤，强马上给他打针，奥菲和强也给自己注射过量，想死在一起。
奥菲从噩梦中醒来。在会见中，拉多偷走艾琳娜的车，趁丹尼斯带着缉毒局的探员赶到现场时逃跑。除了拉多和玛格达，在场所有人都遭到逮捕。由于本抓住了丹尼斯的把柄，丹尼斯认出本和强是他安插在毒枭中的线人，就把两人放了。最终，艾琳娜被判监禁30年，艾尔·阿祖尔和拉多成立了名为偏蓝（Azulados）的新贩毒集团，而本、强和奥菲离开了美国，可能隐居在印度尼西亚的一家海滨小屋。奥菲认为，他们过着野人的生活。

## 阵容
- 泰勒·克奇 饰 强（Chon）
- 布蕾克·萊芙莉 饰 欧菲·“O”·赛吉（Ophelia "O" Sage）
- 亞倫·強森 饰 本（Ben）
- 约翰·特拉沃尔塔 饰 丹尼斯·凯恩（Dennis Cain）
- 班尼西歐·狄奧·托羅 饰 米格尔·“拉多”·阿罗约（Miguel "Lado" Arroyo）
- 莎瑪·希恩 饰 艾琳娜·桑切斯（Elena Sánchez）
- 德米安·畢齊 饰 艾利克斯·雷耶斯（Alex Reyes）
- 桑德拉·艾切维里亚（英语：Sandra Echeverria） 饰 玛格达莱纳·桑切斯（Magdalena Sánchez）
- 艾米爾·荷許 饰 斯平（Spin）
- 喬昆·柯西諾（英语：Joaquín Cosío） 饰 艾尔·阿祖尔（El Azul）
- 米娅·麦斯托（英语：Mía Maestro） 饰 多萝雷斯·阿罗约（Dolores Arroyo）
- 謝伊·惠格姆 饰 查德（Chad）
- 特萊沃·多諾萬 饰 马特（Matt）

## 制作
到2011年8月，影片在洛杉矶太平洋帕利塞德拍摄。用于取景的庄园内部改造成大型水耕栽培大麻农场，这个隐秘的养殖场挤满了大约300多株高辛烷值盆栽植物。制作设计托马斯·沃斯（Tomas Voth）表示：“我计划用真的植物，已经准备了好了，都是合法的，但环球影业要求我们用道具。”床戏于前三天拍摄。影片于2011年10月进入后期。
珍妮佛·勞倫斯原本打算扮演欧菲，但因档期冲突放弃。其他代替劳伦斯的人选包括艾梅柏·希爾德、奧利維亞·魏爾德、泰莉莎·柏爾馬和艾比·柯尼施。2011年4月，据报道布蕾克·萊芙莉被选为欧菲的扮演者。在泰勒·克奇加盟前，奥利弗·斯通让导演彼得·柏格给他看克奇在《超級戰艦》中的30分钟片段，看他是如何扮演男一号的，阅毕便录用他。特萊沃·多諾萬原本为角色试镜，但看过多诺万的录像后，他被拿掉，因为斯通指出他的角色原著没有。乌玛·瑟曼饰演了奥菲的母亲帕夸，考虑到时长，她的戏份被剪光。

## 发行
影片于2012年7月6日上映。首周末票房1620万美元，位列票房榜第四位。截至2013年4月3日，北美票房4738万美元，海外票房3558万美元，全球合计8296万美元。DVD和蓝光于2012年11月13日发行。

## 评价

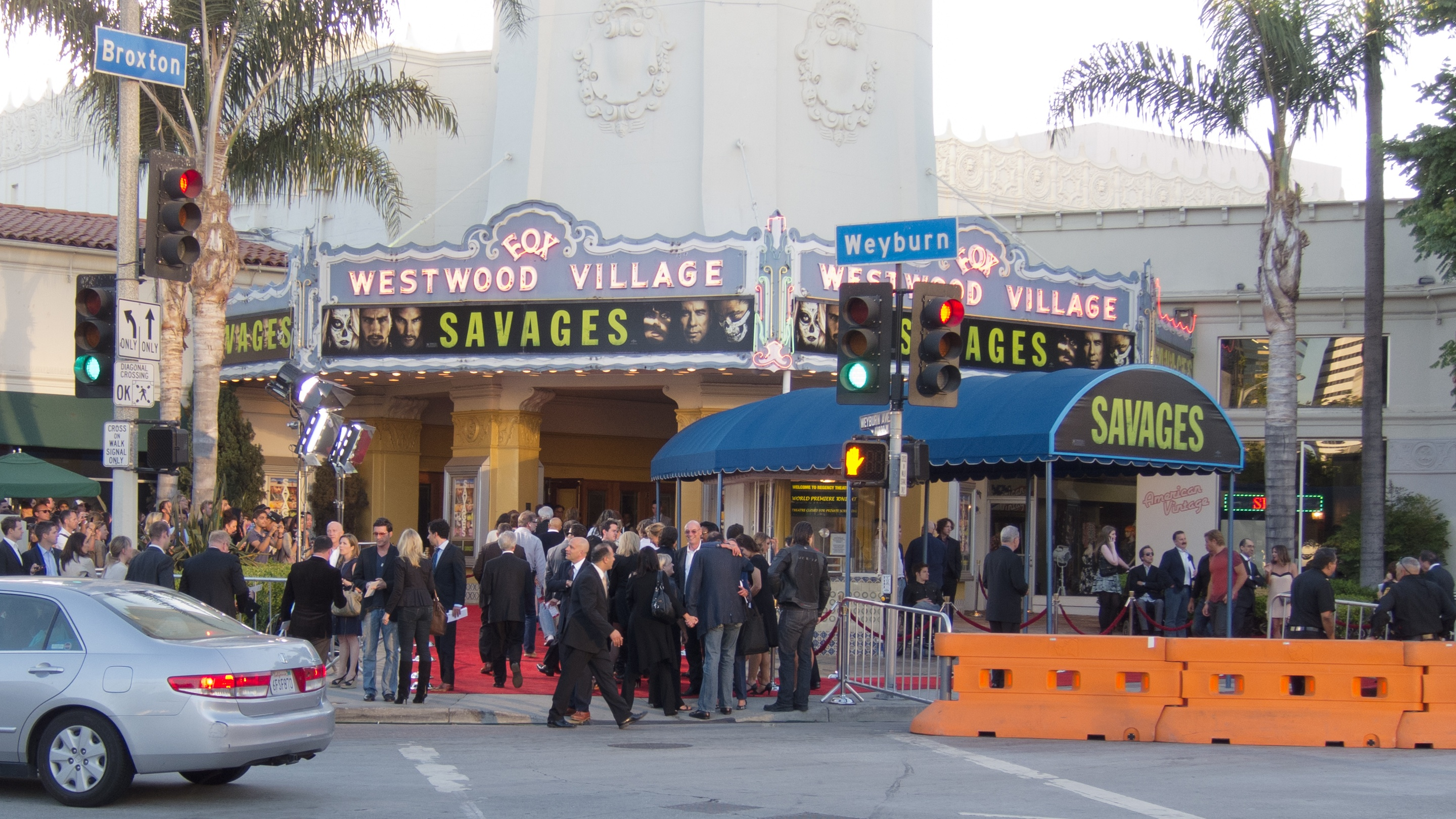
2012年6月25日在福克斯村剧院举行的红毯首映礼。

《野蛮人》口碑褒贬不一。烂番茄依照182条评论打出52%的新鲜度，平均得分5.7/10。网站共识写道：“无可否认很凌乱，但《野蛮人》表明奥利弗·斯通正在回归黑暗、大胆地华而不实的形式。”Metacritic按41条评论打出59/100的平均分，表示“褒贬不一”。
影片在欧洲的口碑稍微好些。英国电影和音乐记者迪伦·B·琼斯（Dylan B Jones）称赞电影，表示导演奥利弗·斯通找到了“撩人性行为的魔性、疯狂的情绪波动和油滑精明的行动场面。”
《芝加哥太阳报》的罗杰·伊伯特给予影片3.5/4星评价，赞扬奥利弗·斯通的导演，表示：“《野蛮人》的过人之处，大多人出自斯通的谈判手段，涉及百分比、三年内的下滑幅度、最终支出及毒品与大企业共通的其他财务细节。看到双方互相揣摩对方，是件危险的事。”
HitFix影评人德鲁·麦克维尼给予影片A-，表示“这是我这个夏天最完美的享受之一”，总体赞扬了演员的表现。他形容莱弗利的表现“聪明和伤感的时机非常精确，因为她扮演的小欧是一个破碎贫穷的小灵魂”，称赞了何许和泰勒-约翰逊的关系，“似乎不仅可信，而且在整部电影中生动且真实。”相比之下，MovieFix的影评人康纳·杰森（Connor Jason）则打出了2/5分，指出“《野蛮人》是大杂烩——英俊漂亮的演员和美景摊上了一个开头劲爆，但最终尿点频现。大反派似乎是从《时尚》杂志封面蹦出来的，总之斯通的最新作品令人失望。”
影片在第13届美国拉丁裔媒体艺术奖上获得四项提名，本尼西奥·德尔·托罗、萨尔玛·海耶克、德米安·毕齐和米娅·梅塞德罗分别获得最佳男主角、最佳剧情冒险片女主角、最佳男配角和最佳女配角。
犯罪剖析网站认为，电影宣传时采用的宣发套路，“不仅虚假，而且传递出对国家犯罪集团的危险错误观点。”文章指出，奥利弗·斯通在电视采访时提出一连串毫无根据的错误论断证明他反对毒品战争的合法性，助长了“墨西哥反乌托邦式叙事”，坚信墨西哥罪犯是“无敌超人”。